# Aire urbaine de Haguenau
L'aire urbaine de Haguenau est une aire urbaine française centrée sur l'unité urbaine de Haguenau, dans le Bas-Rhin.

## Composition selon la délimitation de 2010
| Nom                    | Code Insee | Statut | Superficie (km2) | Population (dernière pop. légale) | Densité (hab./km2) |
| ---------------------- | ---------- | ------ | ---------------- | --------------------------------- | ------------------ |
| Haguenau (siège)       | 67180      |        | 182,59           | 36 070 (2022)                     | 198                |
| Bischwiller            | 67046      |        | 17,25            | 12 211 (2022)                     | 708                |
| Kaltenhouse            | 67230      |        | 3,72             | 2 443 (2022)                      | 657                |
| Oberhoffen-sur-Moder   | 67345      |        | 14,25            | 3 878 (2022)                      | 272                |
| Ohlungen               | 67359      |        | 8,39             | 1 381 (2022)                      | 165                |
| Schweighouse-sur-Moder | 67458      |        | 9,91             | 5 116 (2022)                      | 516                |
| Uhlwiller              | 67497      |        | 7,46             | 674 (2022)                        | 90                 |

## Caractéristiques en 1999
D'après la définition qu'en donne l'INSEE, l'aire urbaine de Haguenau est composée de 13 communes, situées dans le Bas-Rhin. Ses 59 894 habitants font d'elle la 121e aire urbaine de France.
5 communes de l'aire urbaine sont des pôles urbains.
Le tableau suivant détaille la répartition de l'aire urbaine sur le département (les pourcentages s'entendent en proportion du département) :
| Département | Communes | Communes (%) | Superficie (km²) | Superficie (%) | Population (1999) | Population (%) |
| ----------- | -------- | ------------ | ---------------- | -------------- | ----------------- | -------------- |
| Bas-Rhin    | 13       | 2,5          | 271,29           | 5,7            | 59 894            | 5,8            |

L'aire urbaine de Haguenau est rattachée à l'espace urbain Est.